# Burgenland
Burgenland (Hongaars: Felsőőrvidék, Őrvidék, Várvidék of Lajtabánság, Kroatisch: Gradišće, Beiers: Buagnlånd) is een deelstaat (Bundesland) van Oostenrijk.
De hoofdstad is Eisenstadt, tevens de grootste stad met 16.118 inwoners (2025). In Burgenland wonen minderheden van Hongaren en Kroaten (Hongaarse minderheid in Oostenrijk en Burgenland-Kroaten). Kroatisch is samen met het Hongaars en Duits, een officiële taal in Burgenland. Burgenland is in 1920 gevormd uit de gebieden die Hongarije moest afstaan volgens het verdrag van Trianon.

## Geschiedenis
Het overwegend Duitstalige Burgenland behoorde tot 1920/1921 tot Hongarije en behoorde tot de Hongaarse comitaten Vas en Sopron. Na jarenlange strijd en onderhandelingen na de Eerste Wereldoorlog kwam het gebied conform het Verdrag van Saint-Germain en het Verdrag van Trianon grotendeels aan Oostenrijk. Hongaars protest leidde in Sopron (Ödenburg) tot een omstreden referendum met als uitkomst dat de stad, de beoogde hoofdstad van Burgenland, Hongaars bleef. De hoofdstad van Burgenland was tot 1925 Bad Sauerbrunn en vervolgens Eisenstadt.

### Naam
De naam Burgenland ("burchtenland") dateert pas van na de Eerste Wereldoorlog. Het grensgebied stond daarvoor wel bekend als Duits-West-Hongarije. Aanvankelijk werd in Oostenrijk de naam Vierburgenland voorgesteld, naar de vier historische comitaten in het gebied: Pressburg (Hongaars: Pozsony; tegenwoordig Slowaaks: Bratislava), Wieselburg (Hongaars: Moson), Ödenburg (Hongaars: Sopron) en Eisenburg (Hongaars: Vas). Toen uiteindelijk slechts Wieselburg en een deel van Eisenburg Oostenrijks werden, liet men het vier in de naam vallen.

## Geografie
Burgenland heeft een oppervlakte van 3966 km² (waarmee het qua grootte de zevende van de negen deelstaten is).
Het hoogste punt is met 884 meter de Geschriebenstein (Hongaars: Irott-kö). De grens met Hongarije loopt over de top van deze berg.
In Burgenland ligt ook het grootste deel van het Neusiedler Meer, het grootste meer van Oostenrijk (een kleiner deel behoort tot Hongarije). Het meer vormt een  toeristische attractie.

## Onderverdeling
Burgenland is onderverdeeld in 2 zelfstandige steden (Statutarstädte) en 7 districten (Bezirke).

### Zelfstandige steden
- Rust
- Eisenstadt

### Districten
- Neusiedl am See
- Eisenstadt-Umgebung
- Mattersburg
- Oberpullendorf
- Oberwart
- Güssing
- Jennersdorf

## Demografie
In januari 2025 had Burgenland 301.790 inwoners en een bevolkingsdichtheid van 76 inwoners per km². Daarmee is Burgenland de minstbevolkte deelstaat van Oostenrijk. Van de bevolking van Burgenland spreekt 90,7% Duits, 6,1% Burgenland-Kroatisch, 1,8% Hongaars en 1,4% een andere taal (2001).

### Demografische evolutie 1985-2025
Bron: https://statcube.at/statistik.at/ext/statcube/jsf/tableView/tableView.xhtml

### Hongaarse minderheid
De Hongaren vormen een minderheid van 2,4 procent van de bevolking. De grootste groepen Hongaren wonen van oudsher in de volgende plaatsen:
- Oberwart, Felsőőr: 1169 Hongaren (17,5%)
- Unterwart, Alsóőr: 521 Hongaren (54%)
- Oberpullendorf, Felsőpulya: 603 Hongaren (22%)
- Siget in der Wart, Őrisziget (gemeente Rotenturm): 233 Hongaren (81%)

## Politiek
Burgenland heeft een eigen parlement (de Landdag van Burgenland, die 36 zetels telt) en een deelstaatregering met aan het hoofd een gouverneur (Landeshauptmann genoemd). Verkiezingen worden om de vijf jaar gehouden. De sociaaldemocratische SPÖ is sinds 1964 de grootste partij van Burgenland en leverde sindsdien ook telkens de gouverneur.
In 2015 brak de SPÖ met de landelijke partijafspraken om niet met de rechtspopulistische FPÖ in zee te gaan. De coalitie heeft de gehele termijn uitgezeten. Vijf jaar later kreeg SPÖ bijna vijftig procent van de stemmen in Burgenland, waardoor het alleen een regering ging vormen. In januari 2025 kreeg de absolute sociaaldemocratische meerderheid geen vervolg, waarna de deelstaatregering ging bestaan uit SPÖ en Groenen.

## Wijn
In deze deelstaat worden – naast de reguliere wijn – ook bijzondere wijnen gemaakt. Zo is vooral de omgeving van het Neusiedler Meer bekend om haar Ausbruch en de regio nabij de Hongaarse grens om de Uhudler.